# 叙西-博讷伊站
叙西-博讷伊站（法語：Gare de Sucy - Bonneuil）是一座位于法国巴黎东南郊马恩河谷省布里地区叙西市的快铁车站，在法兰西岛大区快速铁路A2支线上。

## 历史
叙西-博讷伊站的前身是十九世纪巴黎铁路网的巴黎－布里地区马尔勒铁路（文森线）上的一站，于1872年9月5日通车。现在的叙西-博讷伊站是于1969年12月14日开始运行，作为法兰西岛大区快速铁路A2支线：布瓦西圣莱热分支上的一站。  

### 乘客流量
据巴黎大众运输公司（RATP）的数据，2011年叙西-博讷伊站的入站乘客总人次数为1895918人次。

## 车次
叙西-博讷伊站在正常时段的发车频率是10分钟一班，高峰时期的发车频率是每小时12班次。晚间的发车频率是15分钟一班。

## 换乘车站
叙西-博讷伊站位于巴黎四环（zone 4），没有与其他地铁、快铁或高铁接轨。车站东侧出口有大型的公交车站，接驳邻近地区的公交车线路：
- SITUS公交线路：1 2 3 4 5 10
- RATP公交线路：104 308 393
- 夜间公交线路（Noctilien）：32